# Джошуа Зиркзее
Джошуа Зиркзее (на нидерландски: Joshua Zirkzee) е нидерландски футболист, играещ като нападател за Манчестър Юнайтед и националния отбор на Нидерландия.
Роден е в Схидам, Нидерландия като баща му е нидерландец, а майка му – нигерийка. Започва да тренира футбол на пет години в отбора на VV Hekelinge. След това преминава през младежките формации на Spartaan '20, АДО Ден Хааг, Фейенорд и Байерн Мюнхен.
През 2018 година влиза в мъжкия състав на Байерн Мюнхен II, а от 2019 играе и в основния състав на Байерн Мюнхен. Впоследствие през 2021 година Байерн го отдава под наем на Парма и Андерлехт. От 2022 до 2024 е продаден на Болоня където играе до 2024 година и отбелязва 13 гола в 53 мача. На 14 юли 2024 година е привлечен от Манчестър Юнайтед за 42,5 милиона евро.
Преминава през всички младежки национални отбори на Нидерландия преди да заиграе в мъжкия състав през 2024 година за европейското първенство в Германия.

## Успехи

### Байерн Мюнхен II
- Регионална лига Байерн – 2018 – 19

### Байерн Мюнхен
- Бундеслига – 2019 – 20
- Купа на Германия – 2019 – 20
- Суперкупа на Германия – 2020, 2022
- УЕФА Шампионска лига – 2019 – 20
- Суперкупа на УЕФА – 2020

### Индивидуални
- Най-добър млад играч на Серия А– 2023 – 24
- Отбор на годината на Серия А – 2023 – 24